# قانون الجنسية الصينية
قانون الجنسية لجمهورية الصين الشعبية هو قانون ينطبق على اكتساب وفقدان واستعادة جنسية جمهورية الصين الشعبية. أُقر القانون في الدورة الثالثة للمجلس الوطني الخامس لنواب الشعب الصيني، وأُصدر بموجب الأمر رقم 8 الصادر عن رئيس اللجنة الدائمة للمجلس الوطني لنواب الشعب الصيني، دخل القانون حيز التنفيذ في 10 سبتمبر 1980. وفقا للمادة 33 من دستور جمهورية الصين الشعبية الذي عُدل عام 1982، فإن جميع الأشخاص الذين يحملون جنسية جمهورية الصين الشعبية هم من مواطني جمهورية الصين الشعبية.

## اكتساب وفقدان الجنسية

### اكتساب الجنسية
وفقًا للمواد من 4 إلى 7 من قانون الجنسية، يتمتع بالجنسية الصينية كل من تنطبق عليه الشروط و القوانين الآتية:
- المادة الرابعة: يحصل الأفراد المولودين داخل جمهورية الصين الشعبية تلقائيًا على الجنسية الصينية عند الولادة إذا كان أحد الوالدين على الأقل مواطنًا صينيًا.[3]

- المادة الخامسة: الأفراد المولودين في دولة اجنبية وأحد الوالدين على الأقل مواطنا صينيا، ولا يتمتع بالجنسية الصينية من منح جنسية اجنبية عند ولادته ويكون احد والديه او كلاهما مواطنا صينيا ويستوطن في دولة اجنبية (إقامة دائمة).

- المادة السادسة: يتمتع بالجنسية الصينية من ولد في الصين ويكون والداه بلا جنسية او جنسيتهما مجهولة ويستوطنان في الصين.

- المادة السابعة: يمكن للأجنبي او شخص بلا جنسية راغب في الالتزام بدستور الصين وقوانينها ان يمنح الجنسية الصينية بعد الموافقة على طلبه شرط ان يكون مستوفى لاحد الشروط التالية :

1. من اقرباء صيني.
2. يستوطن في الصين (إقامة دائمة).
3. له اسباب معقولة اخرى.[4]

وتنبثق المادة السابعة من اتفاق الأمم المتحدة بشأن خفض حالات انعدام الجنسية التي وقعت عليه الصين وأول بنود ذلك الاتفاق "تمنح كل دولة متعاقدة جنسيتها للشخص الذي يولد في إقليمها شرط ان يكون عديم الجنسية".

### فقدان الجنسية
وفقًا للمواد من 9 إلى 10 من قانون الجنسية، لن يحمل الأشخاص الجنسية الصينية مما يخضعون للقوانين الآتية:
- المادة التاسعة: اذا تجنس مواطن صيني مستوطن بالخارج بجنسية اجنبية او حصل عليها برغبته، يفقد جنسيته الصينية تلقائيا.

- المادة العاشرة: يمكن للمواطن الصيني ان يتخلى عن الجنسية الصينية بعد الموافقة على طلبه اذا استوفى احد الشروط التالية:

1. من اقرباء اجنبي.
2. يستوطن في دولة اجنبية.
3. له اسباب معقولة اخرى.[4]

### استعادة الجنسية
المادة 13: يجوز للأجانب الذين كانوا يتمتعون بالجنسية الصينية ذات يوم التقدم بطلب لاستعادة الجنسية الصينية لأسباب مشروعة شرط عدم احتفاظه بالجنسية الأجنبية.

### الجنسية المزدوجة
لا يعترف قانون الجنسية الصيني بجنسيات متعددة وفقا للمادة 3 من قانون الجنسية، إلا في بعض الحالات منها: 
- الأطفال المولودين لأبوين صينيين في الخارج بشكل عام لن يكتسبوا الجنسية الصينية الا إذا حصلوا على جنسية أجنبية بالميلاد فقط اي ان والداه يعيشان في الخارج بشكل مؤقت، مثل الموظفين الدبلوماسيين أو العاملين في المجال الإنساني وغيرهم وبالتالي فهم مواطنين حصلوا على جنسيات من الصين والدولة الأجنبية، ولا يمكن للمسؤولين الصينيين الذين حصلوا على الجنسية في دولة أخرى التخلي عن جنسيتهم الصينية، وبالتالي سيستمرون في معاملتهم كمواطنين صينيين من قبل الدولة الصينية. [7]